# Наштеттен
Наштеттен (нем. Nastätten) — город в Германии, в земле Рейнланд-Пфальц. 
Входит в состав района Рейн-Лан. Подчиняется управлению Настеттен.  Население составляет 4217 человек (на 31 декабря 2010 года). Занимает площадь 13,02 км². Официальный код  —  07 1 41 092.

## Уроженцы
- Роберт Вагнер-старший